# Eidos Interactive
Eidos Interactive Ltd. fue una empresa británica distribuidora de videojuegos fundada en 1996 con sede en Wimbledon (Londres). Sus sagas de videojuegos más conocidas incluyen Gangsters:Organized Crime, Battlestations: Midway, Battlestations: Pacific, Fighting Force 1&2, Tomb Raider, Gex, Hitman, Commandos, Sword of the Berserk: Guts' Rage, Deus Ex, Legacy of Kain, Fear Effect 1&2, Urban Chaos Thief, Mini Ninjas, 102 dálmatas: cachorros al rescate y Batman: Arkham Asylum
El 10 de noviembre de 2009, pasó a llamarse Square Enix Europe al ser absorbida por la empresa japonesa Square Enix.